# Weblate
Weblate — это свободно распространяемый веб-инструмент перевода с тесной интеграцией контроля версий. Он обеспечивает два пользовательских интерфейса, распространение переводов между компонентами, проверку качества и автоматическую привязку к исходным файлам.

## Цель проекта
Цель Weblate — облегчить перевод через Интернет с помощью тесной интеграции с Git для широкого спектра форматов файлов, помогая переводчикам вносить свой вклад без знания рабочего процесса Git.
Переводы тесно связаны с разработкой, поскольку они размещаются в том же репозитории, что и исходный код.
Нет плана по разрешению тяжёлых конфликтов, так как считается, что они должны в основном решаться на стороне Git.

## Название проекта
Название проекта представляет собой словослияние из слов паутина (англ. web) и перевод (англ. translate).

## Примечательные применения
Вот некоторые проекты, использующие Weblate:
- Движок Godot
- FreePBX[4]
- OsmAnd[5]
- phpMyAdmin[6]
- Unknown Horizons[7]
- OpenPetra[8]
- Turris Omnia (англ.)
- Debian Handbook
- LibreOffice
- LXQt
- openSUSE
- Open Journal Systems
- H5P (англ.)
- Kodi[9]
- CryptPad [10]